# Wintel
Wintel，音译微特爾，字面上指由Microsoft Windows操作系统与Intel CPU所组成的个人计算机。
该词实际上是指Microsoft与Intel的商业联盟，该联盟意图并成功地取代了IBM公司在个人计算机市场上的主导地位。所以也称为Wintel联盟。这是廣受媒體使用的一種通俗用法。

## 背景
在1980年代早期，早期微型计算机市场普遍存在的混乱和不兼容问题已经让位于少数事实上的行业标准，包括 S-100 总线、CP/M、Apple II、只读存储器 (ROM) 中的 Microsoft BASIC , 和 5+1⁄4 英寸软盘。没有一家公司能控制这个行业，激烈的竞争确保了硬件和软件的创新是规则而不是例外。 微软 Windows 和英特尔处理器获得了优势，他们的持续联盟使他们获得了市场主导地位。
英特尔声称，这种合作伙伴关系使两家公司能够为客户提供“价格下降和性能上升的看似无休止的螺旋”。此外，他们声称拥有“创新历史”和“为敏捷业务的灵活计算的共同愿景”。

## IBM
1981 年 IBM 进入微型计算机市场。 IBM PC 是由该公司的一个小部门创建的。 对于 IBM 产品来说，这很不寻常，因为它主要来自外部组件供应商，并且旨在运行第三方操作系统和软件。 IBM 公布了 PC 的技术规范和原理图，允许第三方公司生产兼容的硬件，即所谓的开放式架构。 IBM PC 成为有史以来最成功的计算机之一。
IBM PC 的主要特点是它背后有 IBM 的巨大公众尊重。 IBM PC 碰巧有一个英特尔 CPU（而不是技术上优越的摩托罗拉68000或 IBM 内部设计），并且它与 IBM PC DOS（微软 MS-DOS 的授权版本）而不是 CP/M-86 操作系统一起提供，这些意外在后来的几年中具有巨大的意义。
因为 IBM PC 是带有 IBM 徽章的 IBM 产品，所以个人电脑变得受人尊敬。 与一两年前相比，企业更容易证明购买微型计算机的合理性，并且最容易证明购买 IBM 个人计算机的合理性。 因为 PC 架构在 IBM 手册中有详细记录，并且 PC DOS 的设计类似于早期的 CP/M 操作系统，PC 很快就有了数千种不同的第三方附加卡和软件包可用。 这使得 PC 成为许多人的首选，因为 PC 支持他们所需的硬件和软件。

## 竞争对手
行业竞争对手采取了几种方法之一来应对不断变化的市场。有些（例如 苹果公司、Amiga、雅达利 和 艾康电脑）坚持使用他们独立且完全不同的系统。在这些系统中，苹果公司的麦金塔是市场上仅存的一款。其他公司（例如当时世界第二大计算机公司迪吉多、惠普和 Apricot）专注于制造类似但技术上更优越的模型。其他早期的市场领导者（例如 Tandy-Radio Shack 或德州仪器）在过时的架构和专有操作系统上停留了一段时间，然后才意识到市场趋势的走向并转向最成功的长期业务战略，即制造一台尽可能复制 IBM PC 的机器，然后以稍低的价格或更高的性能出售它。鉴于早期 IBM 个人电脑的工程设计非常保守，而且价格高于平均水平，这起初并不是一项非常艰巨的任务，只有在制作一个完全复制 IBM BIOS 功能但不侵犯版权的 BIOS 时才会面临巨大的技术挑战。
最后一个战略的两个早期领导者都是初创公司：哥伦比亚数据产品公司和康柏电脑。他们是第一个以与 IBM 机器非常接近的兼容性而享有盛誉的人，这意味着他们可以运行为 IBM 机器编写的软件而无需重新编译。不久之后，IBM 就拥有了世界上最畅销的个人电脑，而且至少有两个紧接着畅销的电脑实际上是相同的。
对于软件行业来说，影响是深远的。首先，这意味着合理做法是将 IBM PC 及其克隆作为高优先级进行编写，而闲暇时为不太常见的系统编写移植版本。
其次（更重要的是），在 IBM 之前的时代，软件编写者必须小心使用尽可能简单的可能技术子集（以便能够在任何运行 CP/M 的硬件上运行） ，由于现在市场的主要部分都使用相同的硬件（或非常相似的克隆），因此利用 IBM 提供的任何和每个硬件特定的功能都是切实可行的。
Award Software、C&T 和 Phoenix Technologies 等独立 BIOS 公司开始销售与 IBM 的 100% 兼容的净室 BIOS，从那时起，任何有能力的计算机制造商都可以实现 IBM 的兼容性。
从 1984 年左右开始，市场快速增长但相对稳定。 “Wintel”的“Win”一半尚未出现迹象，尽管微软从 DOS 销售中获得了巨额收入，无论是向 IBM 还是越来越多的同意购买 MS-DOS 许可证的其他制造商名单。他们制造的每一台机器，即使是那些与竞争产品一起发货的机器。至于英特尔，每台制造的 PC 要么配备英特尔处理器，要么配备英特尔许可的第二来源供应商制造的处理器。英特尔和微软拥有巨大的收入，康柏和它们之间的许多其他制造商制造的机器比 IBM 多得多，但决定个人电脑形状的权力牢牢掌握在 IBM 手中。
1987 年，IBM 推出了 PS/2 计算机系列。尽管 PC 及其继任者的开放式架构取得了巨大的成功，并且他们是最大的单一制造商，但大部分市场都在购买其他公司制造的更快、更便宜的 IBM 兼容机器。 PS/2 保持软件兼容，但硬件完全不同。它引入了技术上优越的微通道架构总线以实现系统内的更高速通信，但未能维持开放的 AT 总线（后来称为工业标准结构），这意味着现有的数百万个附加卡都无法正常工作。换句话说，新的 IBM 机器与 IBM 不兼容。
此外，IBM 计划 PS/2 的方式是，出于技术和法律原因，它很难被克隆。相反，IBM 提出将 PS/2 许可证出售给任何能够支付版税的人。他们不仅需要为每台销售的 PS/2 兼容机器支付版税，而且还需要为特定制造商过去制造的每台 IBM 兼容机器支付费用。
许多 PC 制造商注册为 PS/2 许可证持有者。 （到目前为止，由于坚持“比 IBM 更好的 PC”战略而遭受惨重损失的Apricot就是其中之一，但还有许多其他的。）许多其他PC 制造商决定在承诺之前推迟。一些被称为九人帮的主要制造商决定联合起来决定一种对所有制造商开放的总线类型，其速度与 IBM 的 Microchannel 一样快或更快，但仍保持与 ISA 的向下兼容。
这是一个关键的转折点：整个行业不再满足于让 IBM 做出有关技术方向的所有重大决策。在事件中，新的扩展工业标准结构总线本身就是一个超出高端的商业失败：当实施 EISA 的成本降低到可以在大多数台式 PC 中实施的程度时，更便宜的 VESA 本地总线已经消除了台式 PC 对它的大部分需求（尽管它仍然在服务器中很常见，因为例如连接到 VLB 控制器的硬盘驱动器上的数据损坏的可能性），而英特尔的外设组件互连标准总线指日可待。但是，虽然 EISA 系统卖得很少，但它已经达到了目的：IBM 不再控制计算机行业。 IBM 迟早会用 PS/ValuePoint 系列修改 PS/2 系列，该系列跟踪新兴的 Ad hoc 平台的特性。
大约在同一时间，即 1980 年代末和 1990 年代初，微软的 Windows 操作环境开始流行，微软的竞争对手数字研究公司开始以 DR-DOS 夺回 DOS 印刷机和 DOS 市场的份额。 IBM 计划用性能优越得多的 OS/2（最初是 IBM/Microsoft 的合资企业，与 PS/2 硬件不同，高度向后兼容）取代 DOS，但微软更倾向于将行业推向自己的产品 Windows 。在 PS/2 灾难、巨额财务损失以及公司明显缺乏统一性或方向性之后，IBM 遭受了有史以来最大的公开羞辱，微软将软营销声音和大财务大棒相结合是有效的：Windows 成为了事实上的标准。
对于竞争的计算机制造商，无论大小，提供联合技术领先地位的唯一共同因素是微软的操作软件和英特尔的 CPU。

## 支配地位
在接下来的几年中，Wintel 合作伙伴关系中的两家公司都将试图扩大其垄断地位。英特尔成功进军主板和芯片组市场——成为世界上最大的主板制造商，在某个阶段，几乎是唯一的芯片组制造商——但在进军图形芯片市场的尝试中失败了，并且（从 1991 年开始） ) 在其核心 CPU 领域面临来自超微半导体、Cyrix、威盛电子和全美达的激烈竞争。
微软表现更好。 1990 年，微软在其核心市场有两个竞争对手（Digital Research 和 IBM），而英特尔则没有。到 1996 年，英特尔在其核心市场 (CPU) 上有两个竞争对手，而微软则没有。微软一直奉行坚持按处理器计费的政策，从而使竞争操作系统对计算机制造商没有吸引力，并引发欧盟委员会和美国当局的监管审查，导致微软承诺停止此类做法。 然而，将 DOS 集成到 Windows 95 是主线：不仅其他操作系统供应商被冻结，微软现在可以要求计算机制造商遵守其要求更高价格的痛苦（就像它要求 IBM 停止积极营销 OS/2 否则为 Windows 95 支付其竞争对手 Compaq 两倍以上的费用一样） 或扣留“为 Windows 95 设计”的背书（这被认为是一种重要的硬件营销工具）。微软还能够要求硬件制造商向他们提供免费宣传。 （例如，几乎所有现代键盘上的 Windows 键广告符号，或者对系统启动期间和 Windows 桌面上可能显示或可能不显示的内容的严格许可限制。）此外，微软以Windows NT能够接管大部分网络市场（以前是 Artisoft 的 LANtastic 和 Novell 的 NetWare 的领域），以及以Microsoft Office接管商业应用程序市场（以前由 莲花软件 和 WordPerfect 领导） 。
尽管微软目前是 Wintel 合作伙伴关系中的主导者，但英特尔的持续影响力不容小觑。英特尔和微软曾经是最亲密的合作伙伴，自从第一次发生重大纠纷后，双方就一直处于尴尬的距离，这与英特尔在 32 位优化的奔腾Pro上的巨额投资以及微软交付Windows 95 中的 16 位代码的比例高得出乎意料有关。两家公司不时与对方的竞争对手交谈，最值得注意的是微软与 AMD 的密切关系以及利用 AMD 设计的 x86 架构的 64 位扩展开发 Windows XP Professional x64 Edition，以及英特尔决定将其处理器出售给苹果公司。
Wintel 平台仍然是占主导地位的台式机和笔记本电脑架构。
有人认为，微软 Windows 天生的软件膨胀已经吞噬了英特尔处理器通过摩尔定律赋予“Wintel 平台”的大部分“硬件进步”。 随着智能手机和上网本的兴起，一些媒体猜测 Wintel 的主导地位可能会随着越来越多的廉价设备采用其他技术而终结。 
英特尔正在投资 Linux，而微软已经将 Windows 移植到 ARM 架构的 Windows 8 上。

## 该术语的现代用法
在最严格的意义上，“Wintel”仅指在 Intel 处理器上运行 Windows 的计算机。 但是，Wintel 现在通常用于指代在任何现代 x86 兼容 CPU 上运行现代 Microsoft 操作系统的系统，由 Intel 或 AMD 制造。 这是因为可以在 x86 Intel 处理器上运行的 PC 应用程序通常也可以在 x86 AMD 处理器上运行。
2017 年 10 月中旬，微软宣布基于高通骁龙的 Windows 10 处于测试的最后阶段。这不会被视为“Wintel”。 使用基于安腾或 ARM 架构的 Intel 处理器运行 Microsoft 操作系统的系统，尽管该处理器是由 Intel 制造的，但也不被视为 Wintel 系统。